# 블랙 캣 (1991년 영화)
《블랙 캣》(黑猫: Black Cat)은 홍콩에서 제작된 세기연 감독의 1991년 액션, 범죄, 드라마, 스릴러 영화이다. 양쟁 등이 주연으로 출연하였고 승기연 등이 제작에 참여하였다.

## 출연

### 주연
- 양쟁
- 임달화
- 임조휘

### 조연
- 랜디 린
- Dickie Motherwell

## 기타
- 의상: Lau Bo Lam

## 개봉
이 영화는 1991년 8월 17일 홍콩에서 개봉되었다.